# Плыгунов, Александр Сергеевич
Александр Сергеевич Плыгунов (13 (26) мая 1904, Верхнее — 26 октября 1975, Киев) — украинский советский химик, кандидат химических наук (с 1946 года), профессор (с 1961 года), заслуженный деятель науки и техники УССР (с 1964 года). Член КПСС с 1940 года.

## Биография
Родился 13 (26 мая) 1904 года в селе Верхнем (теперь в составе города Лисичанска). После окончания Киевского политехнического института в 1930 году, работал в нем (в 1943—1952 и 1955—1972 годах — ректор).
Награждён двумя орденами Ленина, другими орденами, медалями.
Умер 26 октября 1975 года.

## Научная работа
Работы в области совершенствования технологических процессов и использования новых видов сырья для получения глинозема, соды, портландцемента и тому подобное.

## Память
На стене химико-технологического факультета КПИ в 1998 году установлена гранитная мемориальная доска в честь профессора Александра Плыгунова.  В городе Лисичанск в его честь названа улица.